# Jerzy Kaczmarek
Jerzy Mieczyslaw Kaczmarek (Lubsko, 8 gennaio 1948) è un ex schermidore polacco, vincitore di una medaglia d'oro nella scherma ai giochi olimpici.